# Erdei tanoda
Az Erdei tanoda, MTVA címben: A meseerdő lakói (eredeti cím: Les copains de la forêt) 2006 és 2007 között futott francia televíziós 2D-s számítógépes animációs sorozat, amelyet Bernard Le Gall rendezett.

## Szereplők
| Szereplő               | Magyar hang                        | Magyar hang                   | Leírás                                                                              |
| Szereplő               | 1. magyar szinkron (Minimax, 2007) | 2. magyar szinkron (M2, 2017) | Leírás                                                                              |
| ---------------------- | ---------------------------------- | ----------------------------- | ----------------------------------------------------------------------------------- |
| Tölgy tanár            | Albert Péter                       | Papp János                    | A bölcs szemüveges tölgyfa, az erdei tanoda tanára, Titan apja.                     |
| Naomi / Enci           | Molnár Ilona                       | Csifó Dorina                  | Egy gyönyörű könyvolvasó egérlány.                                                  |
| Jeff / Mikka           | Bódy Gergely                       | Czető Roland                  | Egy okos akrobatikus mókusfiú.                                                      |
| Achilles / Vili        | Pipó László                        | Bogdán Gergő                  | Egy okos vadmalac fiú.                                                              |
| Danny / Robi           | Hamvas Dániel                      | Baráth István                 | Egy kópé, de gyáva rókafiú.                                                         |
| Gladys / Mara          | Lamboni Anna                       | Hermann Lilla                 | Egy falánk mackólány.                                                               |
| Martin / Gyuszi        | Szabó Máté                         | Boldog Gábor                  | A nyuszi ikertestvérek.                                                             |
| Zoe / Nusi             | Simonyi Piroska                    | Boldog Emese                  | A nyuszi ikertestvérek.                                                             |
| Titan / Titán          | Előd Botond                        | Szalay Csongor                | Egy meggy fa gyerek, aki Tölgy tanár úr fia.                                        |
| Ratasha / Rafina       | Mezei Kitty                        | Pekár Adrienn                 | A guberás patkány testvérek, akik a szüleivel élnek a szeméttelepen az erdő szélén. |
| Rascall / Rafkó        | Molnár Levente                     | Czető Ádám                    | A guberás patkány testvérek, akik a szüleivel élnek a szeméttelepen az erdő szélén. |
| Maggie / Emma          | Fésűs Bea                          | Roatis Andrea                 | Naomi szülei, akik orvosként dolgoznak.                                             |
| Boris / Ervin          | Posta Victor                       | Turi Bálint                   | Naomi szülei, akik orvosként dolgoznak.                                             |
| Sophia / Emília        | Csuha Bori Mánya Zsófi             | Czető Zsanett                 | Naomi nővére, Boris és Maggie idősebbik lánya.                                      |
| Jack / Mikó            | Fellegi Lénárd                     | Szokol Péter                  | Jeff apja, aki hitszónokként és a falu vezetőjeként dolgozik.                       |
| Jenny / Mira           | Erdős Borcsa                       | Kovács Patrícia               | Jeff anyja, aki könyvtárosnőként dolgozik.                                          |
| Roger / Vendel         | Szinovál Gyula                     | Faragó András                 | Achilles apja, aki ácsmesterként dolgozik.                                          |
| Margery / Vanda        | Csonka Anikó                       | Makay Andrea                  | Achilles anyja, aki otthon szobrászként dolgozik, és gondoskodik Lily-re.           |
| Lily / Viki            | Kántor Kitty                       | Szűcs Anna Viola              | Achilles kishuga, akire Roger és Margery gyakran vigyáz rá.                         |
| Albertine / Detti      | Mánya Zsófi                        | Szűcs Anna Viola              | Egy aranyos, kedves denevérlány.                                                    |
| Meryl / Robi anyja     | Téglás Judit                       | Solecki Janka                 | Danny anyja, aki újságíró hölgy és jegyzőkönyvvezetőként dolgozik.                  |
| Joe / Rúfusz           | Barát Attila                       | Kautzky Armand                | Danny apja, aki színészként dolgozik utazása során.                                 |
| Didoo / Regő           | Kántor Kitty                       | Straub Martin                 | Danny kisöccse.                                                                     |
| Billy / Miska          | Presits Tamás                      | Magyar Bálint                 | Gladys apja, aki az pékként dolgozik a pékségen.                                    |
| Milly / Malvin         | Mics Ildikó                        | Kocsis Mariann                | Gladys anyja, aki boltosként dolgozik a pékségben.                                  |
| Jimmy / Bökény         | Király Adrián                      | Joó Gábor                     | Martin és Zoe szülei, akik kertészként dolgoznak.                                   |
| Rose / Róza            | Hirling Judit                      | Kovács Vanda                  | Martin és Zoe szülei, akik kertészként dolgoznak.                                   |
| Patkánymama            | Némedi Mari                        | Nádasi Veronika               | Ratasha és Rascal szülei, akik a szeméttelepen élnek az erdő szélén.                |
| Patkánypapa            | Várday Zoltán                      | Bartucz Attila                | Ratasha és Rascal szülei, akik a szeméttelepen élnek az erdő szélén.                |
| Tanja / Monka          | Csuha Bori                         | Károlyi Lili                  | Egy mókuslány, aki beleszeretett Jeffbe.                                            |
| Ivy / Hédi             | Ruttkay Laura                      | Károlyi Lili                  | Egy hódlány, aki a családjával a hódvárban lakik, a hódok gátjánál.                 |
| Ivy apja / Hédi apja   | Haagen Imre                        | ?                             | Ivy szülei.                                                                         |
| Ivy anyja / Hédi anyja | Madarász Éva                       | ?                             | Ivy szülei.                                                                         |
| Mark / Raska           | Papucsek Vilmos                    | Fesztbaum Béla                | Anton apja, a gombaszedő.                                                           |
| Anton                  | Sörös Miklós                       | Nagy Gereben                  | Új vadmalac az erdei tanodában, Mark fia.                                           |
| Leon / Frici           | Sörös Miklós                       | Nagy Gereben                  | Egy éhes farkaskölyök.                                                              |
| Gideon / Manfréd       | Markovics Tamás                    | Nagy Gereben                  | Egy szemüveges mókusfiú, Jeff unokatestvére.                                        |
| Basher / Szabi         | Pálmai Szabolcs                    | Nagy Gereben                  | Egy rénszarvas borjú.                                                               |
| Farkasmama / Fanni     | ?                                  | Agócs Judit                   | Leon szülei.                                                                        |
| Farkaspapa / Félix     | ?                                  | Potocsny Andor                | Leon szülei.                                                                        |
| Rénszarvasmama         | ?                                  | F. Nagy Erika                 | Basher szülei.                                                                      |
| Rénszarvaspapa         | ?                                  | Galbenisz Tomasz              | Basher szülei.                                                                      |

## Epizódok
| #   | Kód | Magyar cím                   | Magyar cím                  | Angol cím                    | Francia cím                        | Magyar premier   | Magyar premier       | Eredeti premier     |
| #   | Kód | 1. változat                  | 2. változat                 | Angol cím                    | Francia cím                        | Minimax          | M2                   | Eredeti premier     |
| --- | --- | ---------------------------- | --------------------------- | ---------------------------- | ---------------------------------- | ---------------- | -------------------- | ------------------- |
| 01. | 01. | Kezdődik az iskola           | Irány a tanoda!             | Back to School               | La rentrée des classes             | 2007. május 9.   | 2017. július 3.      | 2006. április 17.   |
| 02. | 02. | A kastély                    | A patkánypalota             | The Castle                   | Un château sur mesure              | 2007. május 10.  | 2017. július 4.      | 2006. április 17.   |
| 03. | 03. | A bűvös csillag              | A hullócsillag              | The Magic Star               | L'étoile magique                   | 2007. május 11.  | 2017. július 5.      | 2006. április 18.   |
| 04. | 04. | A rezesbanda                 | A zenekar                   | The Brass Band               | La fanfare                         | 2007. május 14.  | 2017. július 6.      | 2006. április 18.   |
| 05. | 05. | Az élet iskolája             | Az erdei tanoda             | Bush School                  | L'école des buissons               | 2007. május 15.  | 2017. július 7.      | 2006. április 20.   |
| 06. | 06. | A jól megérdemelt pihenés    | Vén Tölgy nyugdíjba megy    | Early Retirement             | Vive la retraite                   | 2007. május 16.  | 2017. július 10.     | 2006. április 20.   |
| 07. | 07. | Az öreg tölgy füzete         | A mindentudó füzet          | Old Oak's Notebook           | Le cahier du Vieux Chêne           | 2007. május 17.  | 2017. július 11.     | 2006. április 21.   |
| 08. | 08. | A mocsári szörny             | A lápi rém                  | The Swamp Monster            | Le monstre de la mare              | 2007. május 18.  | 2017. július 12.     | 2006. április 21.   |
| 09. | 09. | Miben tehetséges Achilles    | A szunnyadó tehetség        | Achille's Talent             | Le talent d'Achille                | 2007. május 21.  | 2017. július 13.     | 2006. április 24.   |
| 10. | 10. | A varázsméz                  | A varázsméz                 | The Magic Honey              | Le miel magique                    | 2007. május 22.  | 2017. július 14.     | 2006. április 24.   |
| 11. | 11. | Danny, gyere vissza!         | Robi útnak indul            | Come Back Danny              | Reviens Dédé, reviens!             | 2007. május 23.  | 2017. július 17.     | 2006. április 25.   |
| 12. | 12. | Ratasha és a jó modor        | A jó modor                  | Good Manners                 | Ratacha et les bonnes manières     | 2007. május 24.  | 2017. július 18.     | 2006. április 25.   |
| 13. | 14. | Igaz barátok                 | Az igaz barátság            | True Friends                 | Les vrais amis                     | 2007. május 28.  | 2017. július 20.     | 2006. április 27.   |
| 14. | 17. | A papámat akarom!            | A papámat akarom!           | I Want My Papa               | Je veux mon papa!                  | 2007. május 31.  | 2017. július 25.     | 2006. április 27.   |
| 15. | 21. | Egyesült erővel              | Egységben az erő            | United we Stand              | L'union fait la force              | 2007. június 6.  | 2017. július 31.     | 2006. április 28.   |
| 16. | 22. | A pót-osztályfőnök           | Az osztályfelelős           | Head of Class                | Notre chef de classe               | 2007. június 7.  | 2017. augusztus 1.   | 2006. április 28.   |
| 17. | 23. | A megrészegítő kő            | A drágakő                   | Stone Crazy                  | La pierre en folie                 | 2007. június 8.  | 2017. augusztus 2.   | 2006. május 1.      |
| 18. | 18. | Achilles különös viselkedése | Mi van Vilivel?             | Achille's Strange Behaviour  | Achille tourne mal                 | 2007. június 1.  | 2017. július 26.     | 2006. május 1.      |
| 19. | 19. | A gát                        | A gát                       | The Dam                      | Le barrage                         | 2007. június 4.  | 2017. július 27.     | 2006. május 2.      |
| 20. | 24. | A barátság kincs             | Az igazi kincs              | The Treasure of Friendship   | Un trésor d'amitié                 | 2007. június 11. | 2017. augusztus 3.   | 2006. május 2.      |
| 21. | 25. | A nagy tavaszi bál           | A tavaszköszöntő bál        | The Big Spring Ball          | Le bal du printemps                | 2007. június 12. | 2017. augusztus 4.   | 2006. május 4.      |
| 22. | 15. | Veszíteni tudni kell!        | Veszíteni tudni kell!       | Titan is a Bad Loser         | Titouan est mauvais joueur         | 2007. május 29.  | 2017. július 21.     | 2006. május 4.      |
| 23. | 16. | Szülő a suliban              | Szülők a tanodában          | A Parent in School           | Un parent à l'école                | 2007. május 30.  | 2017. július 24.     | 2006. május 5.      |
| 24. | 26. | Testvérek mindörökre         | Elválaszthatatlan testvérek | Brother and Sister for Life  | Frère et sœur pour la vie          | 2007. június 13. | 2017. augusztus 7.   | 2006. május 5.      |
| 25. | 27. | A piknik                     | A piknik                    | The Picnic                   | Pique-nique                        | 2007. június 14. | 2017. augusztus 8.   | 2006. május 8.      |
| 26. | 28. | Ég veletek, patkányok!       | Pá, Pateszok!               | So Long Raspys               | Adieu les Raspouilles              | 2007. június 15. | 2017. augusztus 9.   | 2006. május 8.      |
| 27. | 30. | Apák napja                   | Apák napja                  | Father's Day                 | La fête des pères                  | 2007. június 19. | 2017. augusztus 11.  | 2006. május 9.      |
| 28. | 31. | Az engedély                  | Az éjszakai kaland          | Permission                   | La permission                      | 2007. június 20. | 2017. augusztus 14.  | 2006. május 9.      |
| 29. | 32. | Csillag születik             | Csillag születik            | A Star is Born               | Le grand saut                      | 2007. június 21. | 2017. augusztus 15.  | 2006. május 11.     |
| 30. | 35. | A Mikulás szánja             | A szánhúzó szarvas          | Santa's Sleigh               | Le traîneau du Père Noël           | 2007. június 26. | 2017. augusztus 18.  | 2006. augusztus 28. |
| 31. | 38. | Titan megtalálja a helyét    | Titán helye                 | Titan Finds His Place        | Titouan cherche sa place           | 2007. június 29. | 2017. augusztus 23.  | 2006. augusztus 29. |
| 32. | 39. | Jeff elveszett szerelme      | A szerelmi bánat            | Jeff Has Lost His Love       | Jeff a perdu son amoureuse         | 2007. július 2.  | 2017. augusztus 24.  | 2006. augusztus 31. |
| 33. | 29. | Balszerencsés Achilles       | Peches Vili                 | Achille the Unlucky          | Achille la malchance               | 2007. június 18. | 2017. augusztus 10.  | 2006. szeptember 1. |
| 34. | 41. | Naomi titkos csodálója       | A titkos hódoló             | Naomi's Secret Admirer       | L'amoureux mystère de Noémie       | 2007. július 4.  | 2017. augusztus 28.  | 2006. október 12.   |
| 35. | 45. | Lányok a fiúk ellen          | Lányok a fiúk ellen         | Girls vs Boys                | Garçons et filles: même combat!    | 2007. július 10. | 2017. szeptember 1.  | 2006. október 16.   |
| 36. | 43. | A melléfogás                 | Vili viszontagságai         | The Big Mistake              | La grosse bêtise                   | 2007. július 6.  | 2017. augusztus 30.  | 2006. október 23.   |
| 37. | 34. | Elbűvölő szörnyeteg          | Édes kis szörnyeteg         | A Charming Monster           | Un petit monstre charmant          | 2007. június 25. | 2017. augusztus 17.  | 2006. április 18.   |
| 38. | 40. | Segítség, válnak a szüleim   | Szülőmentő akció            | SOS Parents                  | SOS parents                        | 2007. július 3.  | 2017. augusztus 25.  | 2006. április 18.   |
| 39. | 33. | Nagy tesó blues              | Kistestvér - nagytestvér    | Big Brother Blues            | Dur dur d'être un aîné             | 2007. június 22. | 2017. augusztus 16.  | 2006. április 25.   |
| 40. | 37. | Danny hazugsága              | A füllentés                 | Danny's Lie                  | Le mensonge de Dédé                | 2007. június 28. | 2017. augusztus 22.  | 2006. április 25.   |
| 41. | 20. | A kirekesztett ikrek         | A vagány nyulak             | The Rebel Twins              | Les jumeaux rebelles               | 2007. június 5.  | 2017. július 28.     | 2006. május 2.      |
| 42. | 36. | Csak játék                   | A játék varázsa             | Playing Games                | Accroc mais pas trop               | 2007. június 27. | 2017. augusztus 21.  | 2006. május 2.      |
| 43. | 42. | Danny, a hős                 | Robi, a bátor               | Danny the Brave              | Dédé n'est pas téméraire           | 2007. július 5.  | 2017. augusztus 29.  | 2006. május 9.      |
| 44. | 46. | Szárnyalj a sárkánnyal       | A papírsárkány              | Go Fly a Kite                | Un cerf-volant pour la Lune        | 2007. július 11. | 2017. szeptember 4.  | 2006. május 9.      |
| 45. | 13. | Leon, az éhes farkas         | Ordas Frici                 | Leon the Hungry Wolf         | Léon les crocs                     | 2007. május 25.  | 2017. július 19.     | 2006. május 16.     |
| 46. | 47. | Jeff unokatestvére           | A rokon                     | Jeff's Cousin                | Le cousin                          | 2007. július 12. | 2017. szeptember 5.  | 2006. május 16.     |
| 47. | 48. | Ne nyafogj már Gladys        | Mara, a nyafka              | Stop Complaining Gladys!     | Gladys n'arrête pas de se plaindre | 2007. július 13. | 2017. szeptember 6.  | 2006. május 20.     |
| 48. | 44. | Büszkén álld a csípéseket    | Csípd vissza!               | Stung Pride                  | Piqué au vif                       | 2007. július 9.  | 2017. augusztus 31.  | 2006. május 20.     |
| 49. | 49. | Szerepcsere                  | Szerepcsere                 | Switching Roles              | Chacun sa place                    | 2007. július 16. | 2017. szeptember 7.  | 2007. május 23.     |
| 50. | 50. | Rossz szomszédság            | A perpatvar                 | Bad Neighbours               | Les voisins terribles              | 2007. július 17. | 2017. szeptember 8.  | 2007. május 23.     |
| 51. | 51. | Ki tört be a házacskánkba?   | Ki járt a kuckóban?         | Who Broke Into our Treehouse | Qui ose entrer chez nous?          | 2007. július 20. | 2017. szeptember 11. | 2007. május 27.     |
| 52. | 52. | A varázsálarc                | A varázslatos maszk         | The Magic Mask               | Le masque magique                  | 2007. július 22. | 2017. szeptember 12. | 2007. május 27.     |